# Viktor Bausch (Unternehmer)

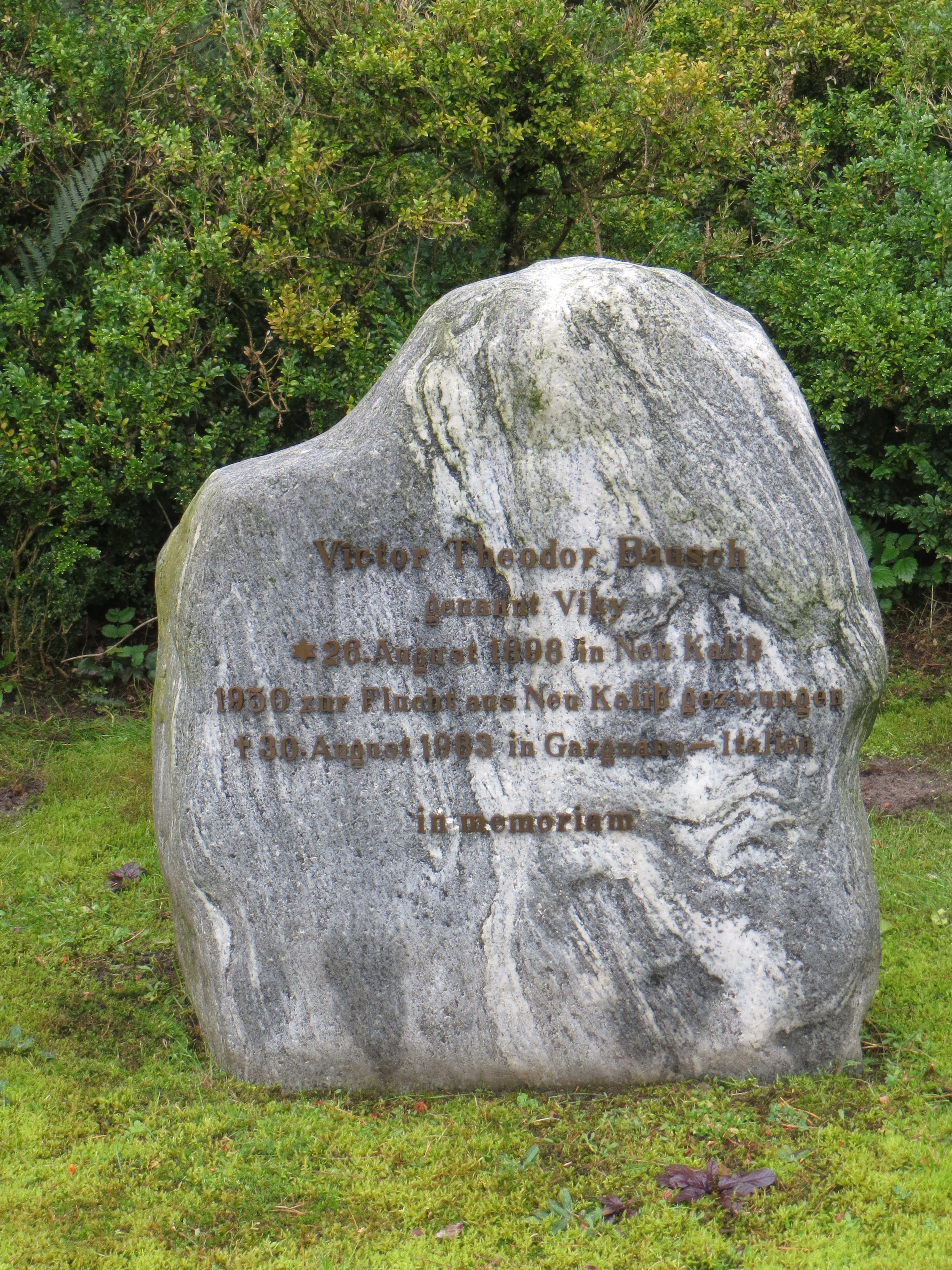
Gedenkstein auf dem Familiengrab, Friedhof Neu Kaliß

Viktor Bausch (* 26. August 1898 in Neu Kaliß; † 30. August 1983 in Gargnano am Gardasee) war ein deutscher Unternehmer der Papierindustrie.

## Leben
Viktor Bausch war ein Enkel von Theodor Bausch, dem Mitbegründer der Papierfabrik Felix Schoeller & Bausch. Er studierte Chemie, Maschinenbau, Philosophie und Geschichte an der Technischen Hochschule Darmstadt.
Nach dem Studium kehrte er nach Neu Kaliß in das Familienunternehmen zurück. Während der Zeit des Nationalsozialismus half er Juden und Künstlern. 1934 wurde er deswegen kurzzeitig verhaftet. Er sorgte dafür, dass sein Studienfreund Theodor Haubach in seinem Betrieb beschäftigt wurde, nachdem dieser 1936 aus dem KZ entlassen worden war.
1939 wurde er geschäftsführender Gesellschafter des Unternehmens Felix Schoeller & Bausch und heiratete Erika von Hornstein (1913–2005).
1946 wurde das Werk auf Befehl der Sowjetischen Militäradministration in Deutschland demontiert. Viktors Bruder, der Jurist und kaufmännische Geschäftsführer Rudolf Bausch, wurde verschleppt und starb im April 1946 im Speziallager Nr. 9 Fünfeichen. Durch die Initiative von Viktor Bausch wurde bis 1949 unter schwierigen Bedingungen eine neue Papiermaschine aus alten wiederverwendungsfähigen Teilen, die aus ganz Deutschland herangeschafft wurden, gebaut.
1950 verließ Bausch die DDR und ging nach West-Berlin. Hier baute er das neue Unternehmen Viktor Bausch & Co. auf, ebenso in Buttenwiesen zusammen mit seinem Neffen Johan Viktor Bausch die IGRAF KG (heute Surteco Group SE). 1971 ging er in den Ruhestand.
Sein Sohn, der Unternehmer und Philosoph Thomas Bausch (* 1940), erhielt die drei Villen der Familie in Neu Kaliß und den dazugehörenden Park in den 1990er Jahren zurückübertragen, nicht jedoch das Unternehmen. Er brachte den Bauschpark 2007 in eine selbständige rechtsfähige gemeinnützige Stiftung bürgerlichen Rechts ein, deren Zweck die Förderung der Pflege und Erhaltung von Natur- und Baudenkmalen, Förderung von Kunst und Kultur, Bildung, Erziehung und Wissenschaft sowie Förderung der freien gemeinnützigen Wohlfahrtspflege ist. Die Stiftung ließ den Park seit 2009 restaurieren und veranstaltete 2014 das Projekt energiewendekunst.

## Ehrungen
- 2008 erhielt die Grundschule in Neu Kaliß den Namen Viktor-Bausch-Schule.